# Cerbăl
Cerbăl [ˈtʃerbɘl] (veraltet Cerbel; ungarisch Cserbel) ist eine Gemeinde im Kreis Hunedoara in der Region Siebenbürgen in Rumänien.

## Lage

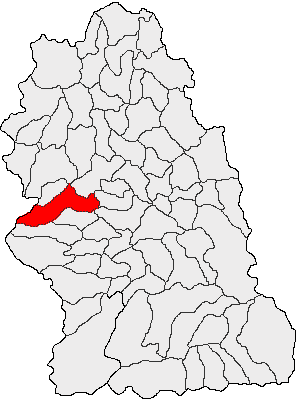
Lage der Gemeinde Cerbăl im Kreis Hunedoara

Im südwestlichen Teil der historischen Region Siebenbürgen gelegen, erstreckt sich die Gemeinde mit ihren acht eingemeindeten Dörfern auf dem Rücken des Poiana-Ruscă-Gebirges. Auf einer Fläche von 12.863 Hektar (davon 4.812 Hektar landwirtschaftlich bearbeitet) liegt die Gemeinde im Westen des Kreises Hunedoara. An einem Gebirgsweg – einer Weiterführung der Kreisstraße (drum județean) DJ 687J – befindet sich der Ort etwa 20 Kilometer östlich der nächsten größeren Stadt Hunedoara; die Kreishauptstadt Deva (Diemrich) liegt rund 38 Kilometer (19 km Luftlinie) nordöstlich entfernt.

## Geschichte
Der Ort Cerbăl wurde 1476 erstmals urkundlich erwähnt. Fünf Kilometer östlich von Cerbăl wurden 1874 von Archäologen verschiedene Schmuckstücke entdeckt, die sich in Museen von Budapest und Deva befinden. Nach Berichten von C. Gooss (1877), F. Romer (1886), G. Téglás (1887) u. a. deuten diese auf die La-Tène-Zeit.
Aufgrund der abgeschiedenen Lage haben sich bis heute Formen des ursprünglichen gesellschaftlichen Lebens und Spuren traditioneller Kultur – wie verschiedene Kunsthandwerke, Trachten und die regional typische Architektur – erhalten. Diese unterscheiden sich wesentlich von anderen Landesteilen.

## Bevölkerung
1850 lebten auf dem Gebiet der heutigen Gemeinde 1602 Einwohner; 1580 waren Rumänen, drei Ungarn und 19 Roma. 1880 wurde mit 2104 die größte Bevölkerungszahl – auch gleichzeitig die der Rumänen (2085) – ermittelt und nahm seitdem stetig ab. 2002 lebten auf dem Gebiet der Gemeinde noch 665 Menschen, davon 661 Rumänen, zwei Ungarn, ein Rom und ein Slowake. Die höchste Anzahl der Ungarn (24) wurde 1910, die der Deutschen 1900 (2) und die der Roma 1850 registriert. Darüber hinaus bezeichnen sich 1910 zehn Einwohner als Ukrainer, 1910 einer und 1930 zwei als Serbe, 1930 drei und 2002 einer als Slowake.
Die Bevölkerung lebt vorwiegend von der Landwirtschaft und Viehzucht. Wegen des steilen Geländes wird die Landwirtschaft in Terrassenfeldbau betrieben.

## Sehenswürdigkeiten
- Die Holzkirche des eingemeindeten Dorfes Poienița Tomii, 1802 errichtet, befindet sich ca. 4 Kilometer nordwestlich von Cerbăl entfernt.[7]
- Zahlreiche Wanderwege locken vor allem Touristen aus Rumänien nach Cerbăl und in dessen landschaftlich schöne Umgebung. Die Region empfängt aber seit Beginn der 2000er Jahre auch immer mehr Besucher aus dem näheren Ausland sowie Abenteuertouristen aus Westeuropa.

Josephinische Landaufnahme 1769–1773 mit Cserbel (Cerbăl)
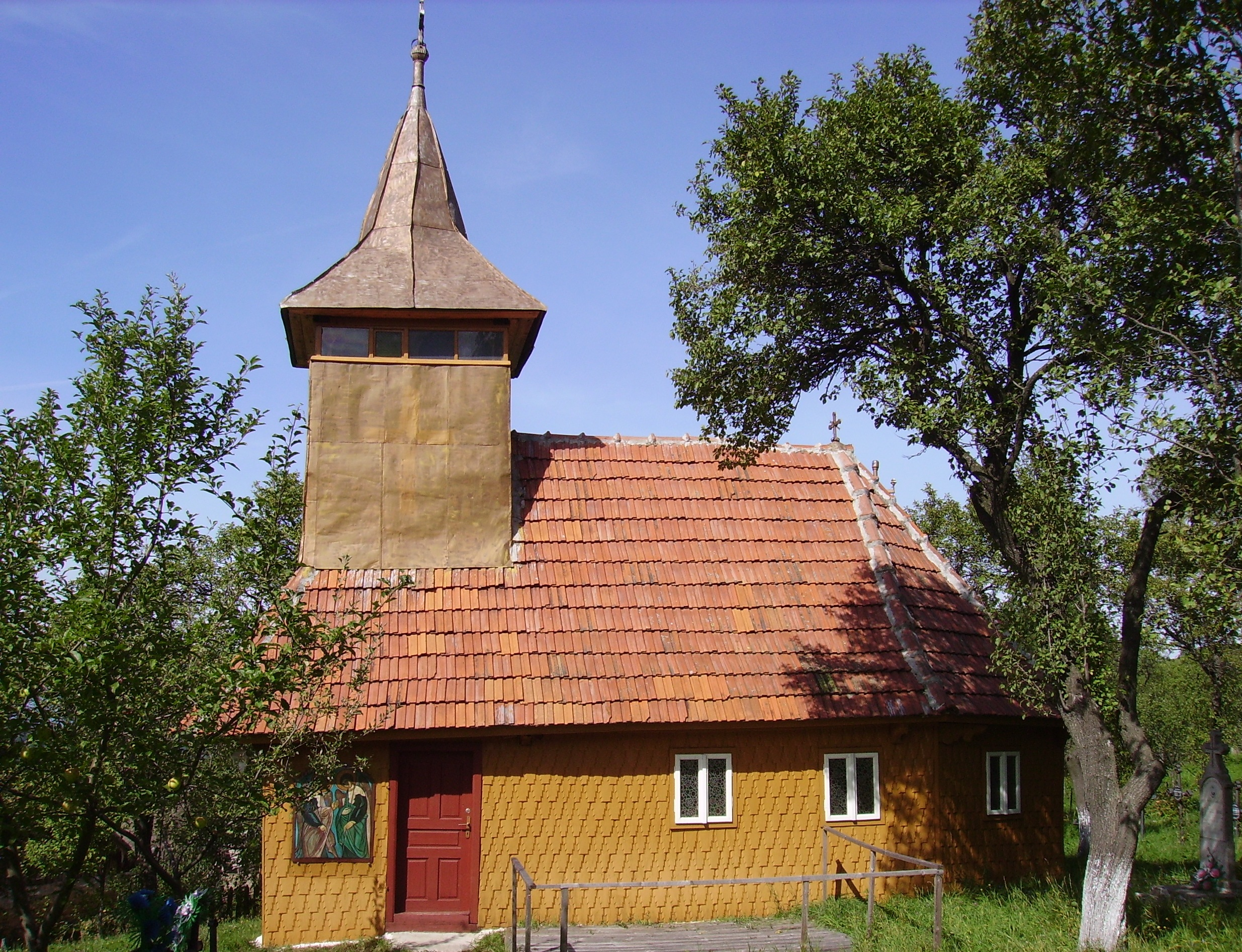
Holzkirche in Feregi